# 中国人民解放军第六十九军
中国人民解放军第六十九军，历史上曾经有两个不同的部队获得此番号。

## 华北军区第七纵队整编的第六十九军
1947年11月29日，晋察冀军区决定组建第七纵队，由冀中军区兼。军区司令员孙毅兼纵队司令员，冀中区党委书记林铁兼军区政治委员、纵队政治委员，军区副司令员周彪兼任纵队副司令员，李波（索立波）兼参谋长。1948年5月漆远渥任副政治委员兼政治部主任。在河间县组建时，共2万余人。
1949年1月，华北军区第七纵队改称中国人民解放军第六十九军，直属华北军区。副军长周彪，副政委漆远渥。辖：
- 第205师：师长杜文达，政委谢继友。
- 第206师：师长刘秉彦，政委马泽迎。
- 第207师：师长黎光，政委邓可运。

1949年3月，第六十九军番号撤销。

## 第23兵团缩编成的第六十九军
1951年9月3日第23兵团正式入朝，兵力3.6万人，奉命抢建3个机场。1951年底回国到河北省定县驻地。1952年3月30日，奉命撤销第23兵团、第三十六军、第三十七军，部队整编为中国人民解放军第六十九军：
- 军长董其武，政委裴周玉，第一副军长张世珍/马卫华（兼参谋长），炮兵副军长方志中，坦克副军长袁庆荣，后勤副军长李振智，政治部主任王黎生，副参谋长董儒强。作战处长杜光烈，侦察处长马鸣山，通信处长刘云卿，军务处长李晓忠，军械处长杨绍震，防化处长胡文炬，机要处长陈朝，管理处长孙远儒，工兵处长傅其祥。炮兵司令部参谋长齐星元。组织处长张毅，宣传处长田牧军，保卫处长兰敏，文化处长叶石，群工处长庾志民，青年处长袁国璋，秘书处长邹振邦，军事法院院长路清秀，军事检察院检察长田生福，直属政治处长魏振兴。后勤检查处长孙丕荣，组织计划主任罗锡耕，军需主任牛振兴，财务主任张寿益，粮秣主任张海雁，卫生主任陈仁杰，车管主任李国庆，油料主任贺郁，兽医主任暂缺。军直后勤处长孙意。军干部部长吴中端，任免科长阎芸生，抚保科长张百明。
- 第三十六军军直并入第106师，师长赵晓峰，代政委秦烈英
- 第三十七军军直并入第109师，师长温汉民，代政委苗树森
- 第110师并入第107师，师长冯梓，政委白正刚
- 步兵第28师调归第六十九军，师长陈中明，政委于笑虹。

师辖5个团：3个步兵团、炮兵团、坦克自行火炮团。军直属炮兵团、工兵营、通信营，防化连、侦察连、警卫连、运输连、炮兵指挥连。
1952年12月，奉命把第106、第109师改编为中国人民解放军建筑工程第一、第二师，中国人民解放军第六十九军辖第28师、第107师共2个师。

1969年11月， 北京军区工程兵第六工区改编为陆军第206师，执行甲种师编制，隶属陆军第六十九军建制。1985年7月11日，撤消陆军第206师番号和建制。